# Iberia Star
Iberia Star är ett futsallag från Georgiens huvudstad Tbilisi. Klubben bildades år 2003 och spelar för närvarande i den georgiska futsalligan.[när?] Klubben har vunnit den georgiska ligan varje år sedan säsongen 2003/2004 vilket hittills innebär 8 ligaguld. Klubben tog sig i Uefa Futsal Cup 2010/2011 vidare till elitrundan, där man slogs ut.

## Meriter
Georgiska futsalligan:
- 2002, 2003, 2004, 2005, 2006, 2007, 2008, 2009, 2010

Georgiska futsalcupen:
- 2004, 2005, 2006, 2010